# Jakab levele
Jakab levele a keresztény Újszövetség egyik kanonikus irata. Péter első és második levelével, Júdás levelével és János első, második, harmadik levelével együtt hagyományosan az úgynevezett „katolikus levelek” körébe tartozik.
A levelet hagyományosan Jakab apostolnak, Jézus testvérének (unokatestvérének) tulajdonítják, de hitelességét az első századokban néhányan kétségbe vonták, ezért csak a IV. században vették végérvényesen a kánonba. A mai bibliatudósok között széles körű nézet, hogy a levél pszeudoepigráf, más valaki írta Jakab neve alatt, azzal a szándékkal, hogy az olvasók Jézus unokatestvérét tekintsék szerzőnek.
A Jakab-levél a világtól való elfordulásnak és a bölcsesség meglelésének szükségességéből indul ki, majd ezt követi a tettekben megnyilatkozó hit dicsérete. Ez utóbbi ad erőt a nyelv vétkeinek és kísértéseinek megfékezésére és azoknak a földi hívságoknak az elkerülésére, amelyek példáiként a szerző a kapzsiságot, a szertelenséget, a csak evilági okosságot, a gazdagság sóvárgását és a világias lelkületet hozza fel, hogy végül türelemre, állhatatosságra és imádságra intse olvasóit a bűnöktől való szabadulás reményében.

## A levél tartalma
Az öt fejezetből álló írás kevés kivétellel csupa buzdítás a keresztény hívek számára. A címzésen kívül nem találjuk meg benne a levél műfaji ismertetőjegyeit, ezért műfaja valójában buzdító irat (parainézis) az egész keresztény egyház számára. A témák változatosak, egymással – úgy tűnik – össze nem kapcsolódó, vagy nagyon lazán összefüggő halmazok, melyek együttesében az összhangot, a közös motívumot a magatartás és a hit összhangja adja. Szembeállítja a tökéleteset (1,4) a tétova, ingadozó (1,8; 4,8) magatartással. Elsősorban gyakorlati etikát nyújt, két tanítói részt fejt ki bővebben: 1. Isten nem kísért (1,12-18); 2. a hit jótettek nélkül holt (2,14-26).

### A levél címzése
A levél a "szórványban élő tizenkét törzsnek" íródott.

### A levél szerkezete
A United Bible Societies's Greek New Testament a következő felosztást javasolja:
- Üdvözlés (1,1)
  - Hit és bölcsesség (1,2-8)
  - Szegénység és gazdagság (1,9-11)
  - Megpróbáltatás és kísértés (1,12-18)
  - Hallgatni és megvalósítani az Igét (1,19-27)
  - Figyelmeztetés a részrehajlás ellen (2,1-13)
  - Hit és cselekedetek (2,14-26)
  - A beszéd (3,1-12)
  - A felülről jövő bölcsesség (3,13-18)
  - Barátság a világgal (4,1-10)
  - Ítélkezés egy testvér fölött (4,11-12)
  - Figyelmeztetés az elbizakodottság ellen (4,13-17)
  - A gazdagok figyelmeztetése (5,1-6)
  - Türelem és imádság (5,7-20)

### Irodalmi sajátosságok és kapcsolatok
A Jakab-levél az Újszövetség egyik legjobb görög nyelven írott darabja, de emellett mintegy negyven semitizmust (szemita nyelvi kifejeződést) is találunk benne. Szóhasználata mindig precíz és művelt, jól képzett görög nyelvezetről tanúskodik. Nagyon gazdag olyan kifejezésekben, amelyek a választékosságot jelzik: az úgynevezett hapax legomenon – az egyszer előforduló szavak. 63 ilyen példát lehet találni e műben.
Nemcsak nyelvisége mutat ilyen emelkedett képességet, hanem érvelési technikája, logikája is. Így például az olvasó megszemélyesítése; az olvasó közvetlen megszólítása (58 direkt imperativus található a levélben); kérdést intéz hozzájuk; dialogizál velük; felelősségre vonja őket; példákat állít eléjük; és nagyon sok, mintegy 16 konkrét hasonlatot alkalmaz. E jelenségek azt mutatják, hogy nemcsak nyelvileg, hanem stilisztikailag is magasan képzett mester alkotta meg e művet.
Eszméi Hermasz „Pásztor" című művével rokonítják.

## A levél szerzője és megírásának időpontja
A levelet a nyitó vers „Jakab, Istennek és Urunknak, Jézus Krisztusnak szolgája” írásának mondja. Az egyházi hagyomány ebben a Jakabban az „Igaz Jakab” személyét látja, aki azonos „az Úr testvérével” (Gal 1,19; vö. Mt 13,55; Mk 6,3;). Ezt az azonosítást általában a mai tudósok is elfogadják. Jakab, Jézus testvérét (rokonát, unokatestvérét) a katolikus értelmezők (de Kálvin is) a kisebbik Jakabbal, Alfeus fiával (Mk 3,18; ApCsel 1,13) azonosítják, a protestáns értelmezők közül sokan viszont olyan szerzőt feltételeznek, aki nem azonos Alfeus fiával, az egykori apostollal, hanem Mária fia, Jézus vér szerinti testvére, Jeruzsálem püspöke.
A modern bibliakritikusok közül sokan az álszerzőségre szavaznak, és a szerzőben a második vagy harmadik generáció egy hellenista műveltséggel rendelkező zsidó-keresztényét látják. Ezt a hipotézist a következő érvekre alapozzák:
- a levélnek kitűnő görög stílusa van, amit aligha írhatott a galileai Jakab;
- kánoniságát a 3. század előtt (sőt később is) nemigen fogadták el;
- lényegesen Pál apostol utáni időpontra utaló jelek vannak a levélben;
- hiányzik a levélből a törvényhez és a szertartásokhoz való szigorú ragaszkodás, mely az Igaz Jakabtól elvárható volna.

P. Davids, F. Mussner, J. Chaine és elődeik mélyreható válaszokat adtak e pontok mindegyikére, és további érveket szolgáltattak Jakab szerzőségének az alátámasztására, pl.:
- az önmegjelölés túl egyszerű, szerény és szűkszavú (egy későbbi szerző kifejezettebben meghatározta volna a feltételezett írót);
- az íráson erősen érződik a palesztinai hagyomány hatása és közelsége;
- a levélben uralkodó tekintélyi hangnem merészsége valós egyházi méltóságot jeleznek;
- Jeruzsálem pusztulása után nem lett volna időszerű a jeruzsálemi püspök tekintélyével fellépni, és éppen a „12 törzs” megszólítást használni.

Létezik egy köztes nézet is (P. Davids, J. Cantinat), miszerint egy jeruzsálemi Jakabtól eredő korai hagyományt elevenített fel, és adott közre egy későbbi keresztény nemzedék ismeretlen tanítója.
Az írás ideje attól függ, hogy melyik nézetet követjük a szerzőség tekintetében. Ha a hagyományos nézet szerint gondolkodunk, akkor kétféle időpontot jelölhetünk meg: egy korai és egy késői időpontot. Lehetséges, hogy i. sz. 35-49 között a kereszténység kezdeti állapotában íródott e mű. Talán emiatt találunk benne kevés doktrinális fejtegetést: a krisztológiának még nem kibontakozott leírását; a közeli parúziára utaló nyomokat (5,7-11; 2,13); és úgynevezett prepaulinus tanítást (2,14 sk). A későbbi keletkezési időpontot i. sz. 62-66 közé lehet tenni. Mindkét időpont a hagyományos szerzőséget, Jakab, az Úr testvére szerzőségét tételezi fel.
A modern nézetek, akik a pseudonimiát, a más szerző által, de Jakab neve alatt való szerkesztést vélelmezik, az 1. század végére helyezik a mű keletkezését zsidó-keresztény környezetbe, Antiochia vagy Alexandria helyszínnel.

## A levél kánoni megítélésének története
A levél egyike az első századokban csak ritkán használt írásoknak, bár a legtöbb modern értelmező már Római Kelemen levelében, Hermasz pásztorában, illetve Antiochiai Szent Ignác egyik levelében is Jakab-idézetekre és parafrázisokra ismer. Viszont a levél neve, címfelirata későn, csak Órigenész munkáiban fordul elő, aki bár e könyvet vitatott hitelességű, és egyesek által elvetett írásnak ismeri, ő maga elfogadta. Nyugaton sokáig ismeretlen volt, nem idézi se Szent Iréneusz, se Tertullianus, nem szerepel se a Muratori, se a Mommszeni kánonban, és Keleten is többen vitatták hitelességét, például Caesareai Euszebiosz. A 4. században azonban már Poitiers-i Szent Hilár kánoninak ismerte el, és ugyanígy Szent Jeromos és Hippói Szent Ágoston is. I. Damasus pápa az i. sz. 382-es római zsinaton bevette az Újszövetség könyvei közé, és a későbbi, ó- és újszövetségi kánont meghatározó zsinatokon (Hippo, 393.; Karthágó, 397. és 419.) is a kánonba vették.
A reformáció korában Luther, mivel megigazulás-tanát ezzel a levéllel cáfolták, elvetette, és „szalma-levél”-nek, „szalmacséplő levél”-nek („eyn rechte stroern Epistel”) nevezte, és nem tekintette apostol írásának de ennek ellenére a protestáns Bibliába is felvették, és ezután a könyv kanonikussága vitán felül maradt, legfeljebb néhányan másodrangú, kevésbé fontos újszövetségi iratnak tartják.

## Külső hivatkozások
Jakab levele a Wikikönyvekben